# Larinia t-notata
Larinia t-notata là một loài nhện trong họ Araneidae.
Loài này thuộc chi Larinia. Larinia t-notata được Albert Tullgren miêu tả năm 1905.